# فوكس سبورتس (الولايات المتحدة)
فوكس سبورتس (بالإنجليزية: Fox Sports)‏ هو قسم البرمجة الرياضية في شركة فوكس وهو المسؤول عن البث الرياضي الذي تنقله شبكة البث فوكس وفوكس سبورتس 1 وفوكس سبورتس 2 وراديو فوكس سبورتس.

## وصلات خارجية
- الموقع الرسمي